# František Balvín
František Balvín (* 7. November 1915 in Nové Město na Moravě; † 20. Oktober 2003) war ein tschechoslowakischer Skilangläufer.

## Werdegang
Balvín, der für Sokol Nové Město startete, wurde 1937 mit der Mannschaft in Špindlerův Mlýn Tschechoslowakischer Meister. 1940 wiederholte er diesen Erfolg bei den Meisterschaften in Pustevny, wobei zur Mannschaft auch der olympische Bobfahrer František Zajíček gehörte. Bei den Olympischen Winterspielen 1948 in St. Moritz lief er über die 50-km-Einzeldistanz als Elfter ins Ziel. Gemeinsam mit Štefan Kovalčík, Jaroslav Zajíček und Jaroslav Cardal erreichte er im Staffelrennen über 4 × 10 km den achten Platz. Vier Jahre später bei den Olympischen Winterspielen 1952 im norwegischen Oslo startete Balvín lediglich im Einzelrennen über 50 km und kam als 21. ins Ziel.